# Toumeyella cerifera
Toumeyella cerifera är en insektsart som beskrevs av Ferris 1921. Toumeyella cerifera ingår i släktet Toumeyella och familjen skålsköldlöss. Inga underarter finns listade i Catalogue of Life.